# Finale Coppa Italia 1984
De finale van de Coppa Italia van het seizoen 1983–84 werd gehouden op 21 en 26 juni 1984. Hellas Verona nam het op tegen AS Roma. De heenwedstrijd in het Stadio Marc'Antonio Bentegodi in Verona eindigde in een 1–1-gelijkspel. De terugwedstrijd in het Stadio Olimpico in Rome volgde vijf dagen later. Roma won het duel met het kleinste verschil.

## Finale

### Heenwedstrijd
|              |               |       |            |                                                                              |
| 21 juni 1984 | Hellas Verona | 1 – 1 | AS Roma    | Stadio Marc'Antonio Bentegodi, Verona Scheidsrechter: Paolo Casarin (Italië) |
| 21 juni 1984 | Storgato 72'  |       | 49' Cerezo | Stadio Marc'Antonio Bentegodi, Verona Scheidsrechter: Paolo Casarin (Italië) |

| Verona | Roma |

| Hellas Verona:  |    |                    |     |
|                 |    |                    |     |
| GK              | 1  | Claudio Garella    |     |
| RB              | 2  | Armando Ferroni    |     |
| CB              | 5  | Silvano Fontolan   |     |
| CB              | 6  | Roberto Tricella   |     |
| LB              | 3  | Luciano Marangon   |     |
| CM              | 4  | Domenico Volpati   |     |
| CM              | 8  | Massimo Storgato   |     |
| AM              | 10 | Antonio Di Gennaro |     |
| RW              | 7  | Luciano Bruni      | 88' |
| CF              | 9  | Maurizio Iorio     |     |
| LW              | 11 | Giuseppe Galderisi |     |
| Wisselspelers:  |    |                    |     |
| FW              |    | Joe Jordan         | 88' |
| Coach:          |    |                    |     |
| Osvaldo Bagnoli |    |                    |     |

| AS Roma:       |    |                        |     |
|                |    |                        |     |
| GK             | 1  | Franco Tancredi        |     |
| RB             | 2  | Michele Nappi          |     |
| CB             | 3  | Emidio Oddi            |     |
| CB             | 4  | Sebastiano Nela        |     |
| LB             | 6  | Aldo Maldera           |     |
| DM             | 5  | Paulo Roberto Falcão   |     |
| CM             | 8  | Toninho Cerezo         |     |
| CM             | 10 | Agostino Di Bartolomei |     |
| RW             | 11 | Francesco Graziani     |     |
| CF             | 9  | Roberto Pruzzo         | 88' |
| LW             | 7  | Bruno Conti            |     |
| Wisselspelers: |    |                        |     |
| MF             |    | Odoacre Chierico       | 88' |
| Coach:         |    |                        |     |
| Nils Liedholm  |    |                        |     |

### Terugwedstrijd
|              |                    |       |               |                                                              |
| 26 juni 1984 | AS Roma            | 1 – 0 | Hellas Verona | Stadio Olimpico, Rome Scheidsrechter: Paolo Casarin (Italië) |
| 26 juni 1984 | Ferroni 27' (e.d.) |       |               | Stadio Olimpico, Rome Scheidsrechter: Paolo Casarin (Italië) |

| Roma | Verona |

| AS Roma:       |    |                        |         |
|                |    |                        |         |
| GK             | 1  | Franco Tancredi        |         |
| RB             | 2  | Michele Nappi          |         |
| CB             | 3  | Sebastiano Nela        |         |
| CB             | 4  | Agostino Di Bartolomei |         |
| LB             | 6  | Aldo Maldera           |         |
| DM             | 5  | Paulo Roberto Falcão   |         |
| CM             | 8  | Toninho Cerezo         |         |
| CM             | 10 | Odoacre Chierico       |         |
| RW             | 11 | Francesco Graziani     |         |
| CF             | 9  | Roberto Pruzzo         | 80'     |
| LW             | 7  | Bruno Conti            | 18'     |
| Wisselspelers: |    |                        |         |
| MF             |    | Mark Tullio Strukelj   | 18' 62' |
| MF             |    | Giuseppe Giannini      | 62'     |
| FW             |    | Francesco Vincenzi     | 80'     |
| Coach:         |    |                        |         |
| Nils Liedholm  |    |                        |         |

| Hellas Verona:  |    |                    |             |
|                 |    |                    |             |
| GK              | 1  | Claudio Garella    |             |
| RB              | 2  | Armando Ferroni    |             |
| CB              | 5  | Silvano Fontolan   |             |
| CB              | 6  | Roberto Tricella   |             |
| LB              | 3  | Luciano Marangon   | 54'         |
| CM              | 4  | Domenico Volpati   |             |
| CM              | 8  | Massimo Storgato   | 83'         |
| AM              | 10 | Antonio Di Gennaro |             |
| RW              | 7  | Pietro Fanna       |             |
| CF              | 9  | Maurizio Iorio     | Weggestuurd |
| LW              | 11 | Giuseppe Galderisi | 70'         |
| Wisselspelers:  |    |                    |             |
| MF              |    | Luciano Bruni      | 54'         |
| FW              |    | Joe Jordan         | 70'         |
| MF              |    | Mario Guidetti     | 83'         |
| Coach:          |    |                    |             |
| Osvaldo Bagnoli |    |                    |             |

1922 ·
1923–1935 ·
1936 ·
1937 ·
1938 ·
1939 ·
1939 ·
1939 ·
1939 ·
1939 ·
1944–1957 ·
1958 ·
1959 ·
1960 ·
1961 ·
1962 ·
1963 ·
1964 ·
1965 ·
1966 ·
1967 ·
1968 ·
1969 ·
1970 ·
1971 ·
1972 ·
1973 ·
1974 ·
1975 ·
1976 ·
1977 ·
1978 ·
1979 ·
1980 ·
1981 ·
1982 ·
1983 ·
1984 ·
1985 ·
1986 ·
1987 ·
1988 ·
1989 ·
1990 ·
1991 ·
1992 ·
1993 ·
1994 ·
1995 ·
1996 ·
1997 ·
1998 ·
1999 ·
2000 ·
2001 ·
2002 ·
2003 ·
2004 ·
2005 ·
2006 ·
2007 ·
2008 ·
2009 ·
2010 ·
2011 ·
2012 ·
2013 ·
2014 ·
2015 ·
2016 ·
2017 ·
2018 ·
2019 ·
2020 .
2021 .
2022 .
2023 .
2024 .